# Filialkirche Loibegg

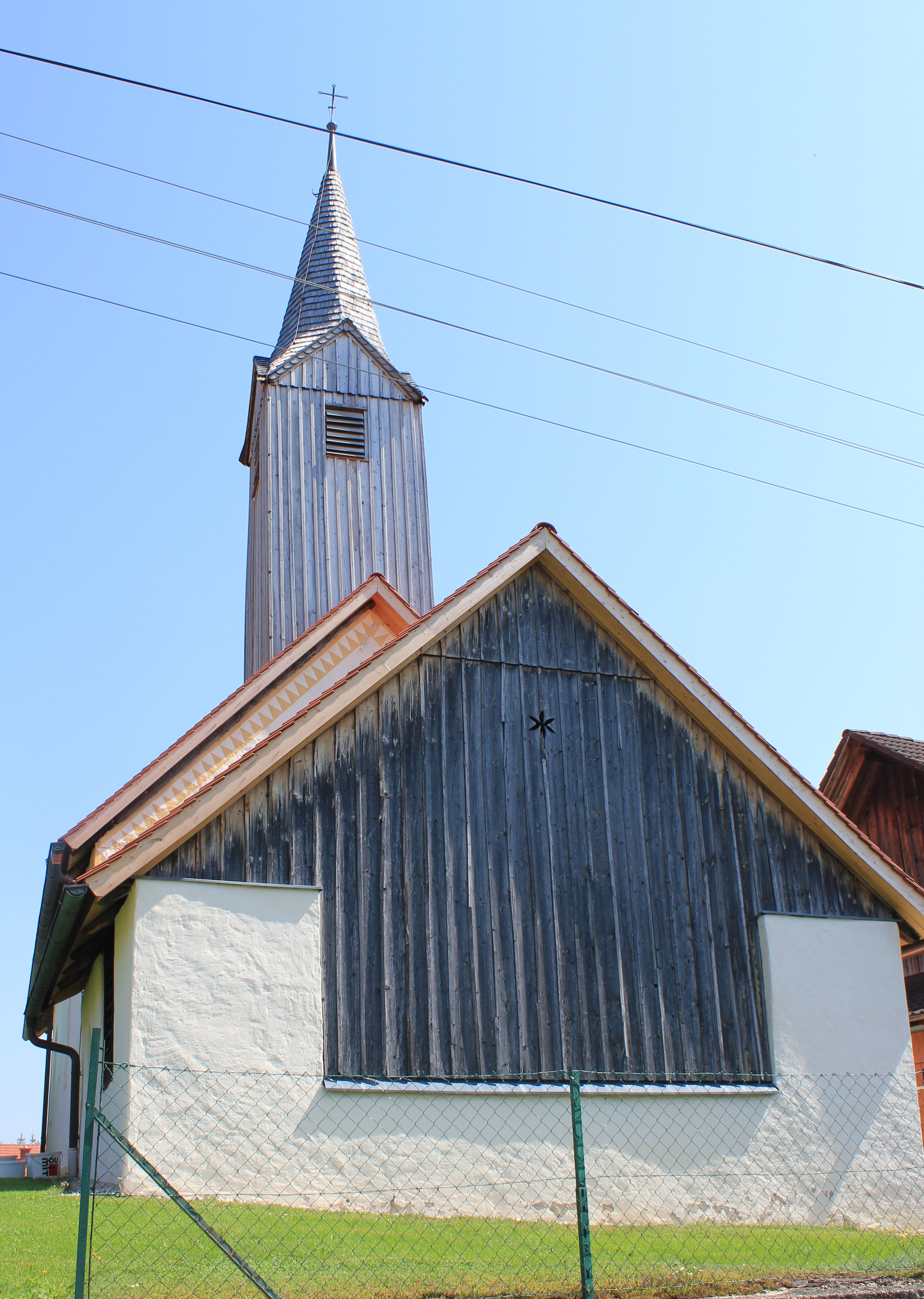

Die römisch-katholische Filialkirche Loibegg in der Gemeinde Eberndorf ist der heiligen Maria Magdalena geweiht. Die 1454 erstmals urkundlich genannte Kirche gehört zur Pfarre Eberndorf.

## Baubeschreibung
Das Gotteshaus ist ein kleiner, im Kern romanischer Bau mit einem hölzernen Dachreiter und einem südlichen Sakristeianbau. Eine Glocke wurde um 1500 gegossen. Die geschlossene Vorhalle ist mit 1496 bezeichnet und besitzt eine patronierte Holzdecke.
Im flachgedeckten Langhaus sind an der Südwand gotische Fenster mit Maßwerknasen erhalten. Ein spitzbogiger, gotischer Triumphbogen verbindet das Langhaus mit dem kreuzgratgewölbten Rechteckschor.

## Einrichtung
Der Hochaltar aus der Mitte des 18. Jahrhunderts birgt in der Nische der Mensa eine Liegefigur der heiligen Rosalia, in der Mittelnische eine Skulptur der Kirchenheiligen Maria Magdalena. Im Aufsatz steht eine Christusstatue, über den Opfergangsportalen die Figuren der Bauernheiligen Isidor und Notburga. Die beiden Seitenaltäre entstanden um 1860. Zur weiteren Ausstattung der Kirche zählen ein Vortragekreuz aus der zweiten Hälfte des 18. Jahrhunderts und Gemälde der Heiligen Katharina und Bartholomäus sowie der Heiligen Familie.